# Ingeborg Schnack
Ingeborg Schnack (* 9. Juli 1896 in Hanekenfähr; † 3. November 1997 in Marburg) war eine deutsche Bibliothekarin, die an der Universitätsbibliothek Marburg tätig war.

## Leben
Ingeborg Schnack wuchs auf der Insel Hanekenfähr unweit von Lingen in Niedersachsen auf. Ihr Vater Wilhelm Schnack war Regierungsbaumeister und wurde oft versetzt. In Hirschberg in Schlesien ging Ingeborg Schnack erstmals zur Schule. Nach Aufenthalten in Oppeln (Oberschlesien) kam sie 1910 nach Hildesheim, wo sie das Lyzeum besuchte und das Abitur absolvierte. Nach einer erneuten Versetzung des Vaters nach Koblenz besuchte sie ab 1913 die Hilda-Schule (heute Hilda-Gymnasium) und erwarb am 9. Februar 1916 die Lehrbefähigung für Lyzeen und Mittelschulen.
Ab 1916 studierte sie an der Universität Bonn Geschichte und Germanistik, danach an der Universität Marburg auch Mathematik und Physik. 1920 wurde sie bei dem Historiker Karl Wenck promoviert. Von 1923 bis 1925 absolvierte sie die Ausbildung für den höheren Bibliotheksdienst an der Universitätsbibliothek Marburg und wurde anschließend dort angestellt. 1935 wurde sie zur ersten weiblichen Bibliotheksrätin in Deutschland ernannt. Von 1956 bis zu ihrem Ruhestand 1961 war sie stellvertretende Direktorin der Universitätsbibliothek.
Sie veröffentlichte zahlreiche Publikationen, vor allem über die Geschichte der Universität Marburg sowie Leben und Werk von Rainer Maria Rilke. Daneben ist sie aufgrund zahlreicher Korrespondenzen mit Persönlichkeiten ihrer Zeit bekannt. Von Bedeutung ist auch ihr Katalog Beiträge zur Geschichte des Gelehrtenportraits (1935).
Schnack trug eine eigene Rilke-Sammlung zusammen, diese befindet sich seit 2013 in der Universitätsbibliothek Marburg.

## Schriften (Auswahl)
- Richard von Cluny, seine Chronik und sein Kloster in den Anfängen der Kirchenspaltung von 1159. Berlin 1921 (Dissertation).
- Die Flachkartei in der Akzession. In: Zentralblatt für Bibliothekswesen, Jg. 49, 1932, S. 488–493.
- Beiträge zur Geschichte des Gelehrtenportraits (darin: Die Entstehung der Bildnissammlung Marburger und Gießener Universitätslehrer 1629–49; Der Marburger Universitätsmaler Johann Peter Engelhard 1659–89; Gesamtverzeichnis der Porträts; Künstlerverzeichnis), Katalog (= Historische Bildkunde, Bd. 3). von Diepenbroick-Grüter, Hamburg 1935.
- (Hrsg.) Lebensbilder aus Kurhessen und Waldeck 1830–1930. 6 Bände, Elwert, Marburg 1939–1958.
- Marburg. Bild einer alten Stadt. Peters, Honnef/Rhein 1961.
- Marburger Gelehrte in der ersten Hälfte des 20. Jahrhunderts. Marburg 1977.
- (Hrsg.): Der Briefwechsel zwischen Friedrich Carl von Savigny und Stephan August Winkelmann. Marburg 1984.
- Rainer Maria Rilke, Chronik seines Lebens und seines Werkes. Frankfurt am Main 1996, 2., neu durchges. und erg. Auflage.
- Über Rainer Maria Rilke. Aufsätze. Insel-Verlag, Frankfurt/M. 1996.